# Splash and Bubbles
Splash and Bubbles est une série télévisée d'animation américaine de 13 épisodes et diffusée à partir du 23 novembre 2016 sur le réseau PBS Kids.

## Titres internationaux
- Anglais : Splash and Bubbles
- / Français : Plouf et Bubbule
- Espagnol (Amérique Latine) : Splash y Bubbles
- Espagnol (Espagne) : Splash y Bubbles
- Portugais (Brésil) : Splash e Bubbles
- Portugais (Portugal) : Splash e Bubbles
- Allemand : Splash und Bubbles
- Pays-Bas : Splash en Bubbles
- Suède : Splash och Bubbles
- Norvège : Splash og Bubbles
- Finlande : Splash ja Bubbles
- Danemark : Splask og Boble
- Japon : スプラッシュとバブルス
- Italie : Splash e Bubbles
- Chine : 浪花與泡泡
- Corée du Sud : 스플래시 앤 버블스
- Égypte : فقاعة وطرطشة
- Turquie : Splash ve Bubbles
- Thaïlande : สแปลชกับบับเบิลส์
- Israël : ספלאש ובאבלס
- Grèce : Σπλας και Μπαμπλς